# トゥ・ウィークス・ウイズ・ラブ
『トゥ・ウィークス・ウイズ・ラブ』（Two Weeks with Love）は、1950年のアメリカ合衆国のロマンティック・コメディ・ミュージカル映画。日本では劇場未公開。監督はロイ・ローランド、出演はジェーン・パウエルとリカルド・モンタルバンなど。メトロ・ゴールドウィン・メイヤーの制作で、ジョン・ラーキンの原案をもとにラーキンとドロシー・キングスリーが脚本を執筆している。
20世紀初頭のロビンソン一家に焦点を当てている。娘たちのパティ(ジェーン・パウエル)とメルバ(デビー・レイノルズ)はパフォーミング・アーツに長けており、息子たちは花火やいたずらが大好きである。ロビンソン夫人(アン・ハーディング)は若者たちの恋に非常に思慮深い。ロビンソン一家はニューヨーク市にある自宅を離れ、州北部にあるリゾート・ホテル「キサミー・イン・ザ・キャッツキル」に滞在し、娘たちはそれぞれ恋をする。

## ストーリー
ロビンソン一家はリゾート地「キサミー・イン・ザ・キャッツキル」にあるスタンリー・ハウス・ホテルにて毎年恒例の2週間の休暇を過ごす。リゾートのオーナーの息子ビリー(カールトン・カーペンター)はパティ(ジェーン・パウエル)に惹かれているが、17歳になったばかりのパティは16歳のビリーがより幼く思えてビリーの誘いをことごとく断る。妹のメルバ(デビー・レイノルズ)はビリーに興味があるが、ビリーはパティを追いかけまわしてばかりいる。
パティと、やや年上の女優である友人のヴァレリー(フィリス・カーク)はリゾートにやってきたばかりのハンサムなキューバ人デミ(リカルド・モンタルバン)を取り合う。ヴァレリーはパティに誤ったアドバイスをしてパティがまだ子供であるように見せる。
ロビンソン氏は、ビリーが父親から長ズボンを、パティが母親からコルセットを着用するのを禁止されたと不平を言うのを聞きつける。妻の意見に関わらず、ロビンソン氏はパティにコルセットを買い与えようとして誤って黒い留め具のある医療用コルセットを買ってしまい、体を曲げようとすると鋼の骨組みが固まる。
バラエティ・ショーにて、ヴァレリーはオーナーに吹聴してパティを降板させようとするが、ヴァレリーは自身のダンス・シューズが見つからず舞台に上がれず、パティが代役となりデミと踊る。ダンスの最中、パティはコルセットが固まって動けなくなり、舞台から運び出される。
ロビンソン夫人はコルセットをほどき、翌日ちゃんとしたコルセットを買うと約束する。デミがリゾートから帰る際、パティの両親からパティを自宅に招待する許可を得る。

## キャスト
- パティ・ロビンソン: ジェーン・パウエル
- デミ・アーメンデス: リカルド・モンタルバン
- ホレイショ・ロビンソン: ルイス・カルハーン
- キャサリン・ロビンソン: アン・ハーディング
- ヴァレリー・ストレスマン: フィリス・カーク
- ビリー・フィンレイ: カールトン・カーペンター
- メルバ・ロビンソン: デビー・レイノルズ
- フィンレイ氏: クリントン・サンバーグ
- マコーミック・ロビンソン: ゲイリー・グレイ
- リッキー・ロビンソン: トミー・レティグ
- エディ・ギャヴィン: チャールズ・スミス

## 楽曲

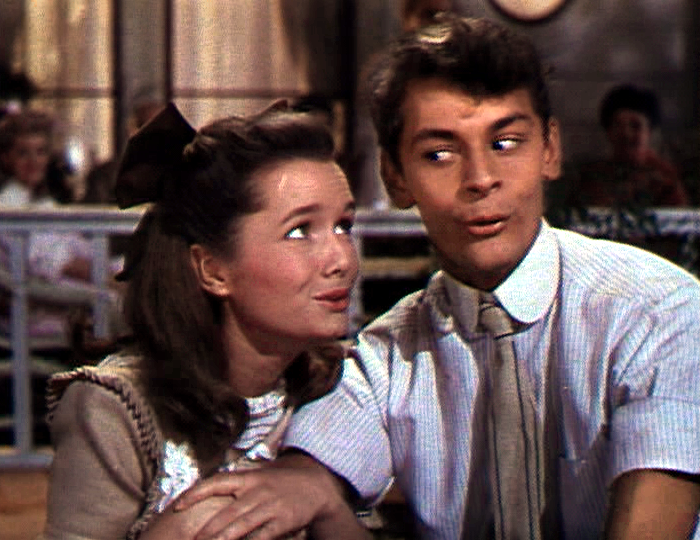
「Aba Daba Honeymoon」を歌うメルバ(デビー・レイノルズ)とビリー(カールトン・カーペンター)

- Aba Daba Honeymoon ウォルター・ドノヴァン作曲、アーサー・フィールズ作詞、メルバ(デビー・レイノルズ)、ビリー(カールトン・カーペンター)他歌唱
- The Oceana Roll ルシアン・デニ作曲、ロジャー・ルイス作詞、パティ(ジェーン・パウエル)他歌唱
- A Heart That's Free  アルフレッド・G・ロビン作曲、トーマス・ライリー作詞、パティ(ジェーン・パウエル)歌唱
- Row, Row, Row. ジェイムス・V・モナコ作曲、ウィリアム・ジェローム作詞、メルバ(デビー・レイノルズ)、ビリー(カールトン・カーペンター)が劇中劇で歌唱
- Leichte Kavallerie Overture フランツ・フォン・スッペ作曲、ヴァレリー(フィリス・カーク)が行かなかった公園でバンドが演奏
- That's How I Need You アル・ピアンタドーシ作曲、ジョセフ・マッカーシー、ジョー・グッドウィン作詞、メルバ(デビー・レイノルズ)歌唱
- バイ・ザ・ライト・オブ・ザ・シルヴァリー・ムーン By the Light of the Silvery Moon ガス・エドワーズ作曲、エドワード・マデン作詞、湖のシーンでホレイショ(ルイス・カルハーン)、キャサリン(アン・ハーディング)、デミ(リカルド・モンタルバン)、ヴァレリー(フィリス・カーク)、パティ(ジェーン・パウエル)、コーラス歌唱
- My Beautiful Lady イヴァン・キャリル作曲、CMSマクレラン作詞、パティ(ジェーン・パウエル)の夢のシーケンスでコーラスが歌唱
- My Hero オスカー・シュトラウス作曲、ヒュー・スタニスラス・ステンジ作詞、パティの夢のシーケンスでパティ(ジェーン・パウエル)、デミ(リカルド・モンタルバン)が演舞
- 波濤を越えて Sobre las olas (クレジット無し) フベンティーノ・ローサス作曲、ジャグリングのシーンでエディ(チャールズ・スミス)が演舞
- Listen to the Mockingbird リチャード・ミルバーン作曲、セプティマス・ウィナー作詞、デミ(リカルド・モンタルバン)がパティ(ジェーン・パウエル)の楽屋の外で演舞
- Destiny (ワルツ) シドニー・べインズ作曲
- A media luz (タンゴ) エドガルド・ドナート作曲、カルロス・レンジー作詞、パティ(ジェーン・パウエル)、デミ(リカルド・モンタルバン)演舞

## 評価
MGMの記録によると、アメリカとカナダで$1,695,000、その他で$1,100,000の興行収入があり、利益は$199,000となった。
本作公開後、1914年の楽曲「Aba Daba Honeymoon」が大ヒットし、MGMはワシントンDCをはじめとして、各都市のロウズ映画館にデビー・レイノルズとカールトン・カーペンターを送り込んだ。
2004年、アメリカン・フィルム・インスティチュートにより「Aba Daba Honeymoon」がアメリカ映画主題歌ベスト100にノミネートされた。

## サウンドトラック・アルバム
『Two Weeks with Love』は本作のサウンドトラック・アルバム。MGMレコードから10インチLPアルバムがカタログ番号E-530でリリースされた。全曲ジョージ・ストール指揮によるMGMスタジオ・オーケストラによる伴奏である。

## 収録曲

### A面
1. A Heart That's Free (Robyn - Railey) – ジェーン・パウエル歌唱
2. Row, Row, Row (Monaco - Jerome) – デビー・レイノルズ、カールトン・カーペンター歌唱
3. Oceana Roll (Denni - Lewis) – ジェーン・パウエル歌唱

### B面
1. By The Light Of The Silvery Moon (Edwards - Madden) – ジェーン・パウエル歌唱
2. Aba Daba Honeymoon (Donovan - Fields) – デビー・レイノルズ、カールトン・カーペンター歌唱
3. My Hero (Straus - Stange) – ジェーン・パウエル歌唱

## コミックブック化
- 1950年12月、Eastern Color Movie Love #6[6]